# Дан пешкира
Дан пешкира (енгл. Towel Day) се обележава сваког 25. маја у част Дагласа Адамса.

## Историјат
Дан пешкира је први пут обележен 25. маја 2001, две недеље након смрти Дагласа Адамса 11. маја. Његови обожаваоци обележавају Дан пешкира тако што га носе свуда са собом, као што је Адамс навео у The Hitchhiker's Guide to the Galaxy. На овај начин одају почаст писцу и његовом делу. 
Са циљем промовисања меморијалног догађаја директорка сајта System Toolbox Крис Кембел је направила веб-сајт towelday.org како би подсећала људе да донесу своје пешкире 25. маја. Многи људи су и слали слике са својим пешкирима. Кембел је неколико година водила веб-сајт, а затим га је предузела анонимна група обожаватеља Дагласа Адамса.
Сваке године о Дану пешкира извештавају норвешке новине Aftenposten, телевизијска емисија NRK Nyheter и Национални јавни радио Лос Анђелеса. Маја 2010. је направљена онлајн петиција у којој се тражило од Гугла да поводом Дана пешкира направи посебан Google Doodle. Објављен је 1. марта 2013. поводом шездесет и првог рођендана Дагласа Адамса. До 10. септембра 2014. је петицију потписало 5373 људи.